# Nezumia spinosa
Nezumia spinosa är en fiskart som först beskrevs av Gilbert och Hubbs, 1916.  Nezumia spinosa ingår i släktet Nezumia och familjen skolästfiskar. Inga underarter finns listade i Catalogue of Life.